# Andrew Graham

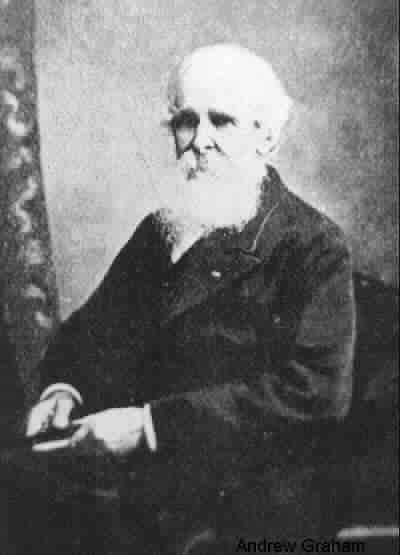
Andrew Graham.

Andrew Graham, född den 8 april 1815 i Fermanagh, död den 5 november 1908, var en irländsk astronom.
Graham anställdes 1842 vid Markree-observatoriet i Sligo. Han arbetade där med Markree-katalogen, som består av observationer av omkring 60 0000 stjärnor längs ekliptikan från perioden 8 augusti 1848 till 27 mars 1856. Katalogen utgavs i fyra band åren 1851, 1853, 1854 och 1856. År 1864 övergick Graham till Cambridge-observatoriet, där han var verksam fram till 1903. Han tilldelades Lalandepriset 1848.

## Asteroider upptäckta av Andrew Graham
| 9 Metis | 25 april 1848 |